# Heteropetalum brasiliense
Heteropetalum brasiliense Benth. – gatunek rośliny z monotypowego rodzaju Heteropetalum w obrębie rodziny flaszowcowatych (Annonaceae Juss.). Występuje naturalnie w południowo-wschodniej części Kolumbii, w południowej Wenezueli oraz Brazylii (w stanie Amazonas, w pobliżu rzek Amazonka i Rio Negro). 

## Morfologia
PokrójZimozielone drzewo dorastające do 7–15 m wysokości. Młode pędy są owłosione.
LiścieMają podłużnie lancetowaty kształt. Mierzą 8–20 cm długości oraz 2,2–6 cm szerokości. Są prawie skórzaste. Blaszka liściowa jest o ostrym lub krótko spiczastym wierzchołku. Osadzone są na długim ogonku liściowym.
KwiatyPromieniste, obupłciowe, pojedyncze, rozwijają się w kątach pędów. Mają 3 wolne działki kielicha o trójkątnym kształcie, są skórzaste. Płatków jest 6, ułożonych w dwóch okółkach, są wolne, różnią się od siebie, wewnętrzne (o długości 23–28 mm) są dłuższe od zewnętrznych (o długości 6–20 mm). Kwiaty mają liczne wolne pręciki. Zalążnia górna składa się z licznych wolnych owocolistków, każdy zawierający jedną komorę u podstawy.

## Biologia i ekologia
Rośnie na brzegach rzek, na terenach nizinnych.